# كيفن غرايمز
كيفن غرايمز (بالإنجليزية: Kevin Grimes)‏ (9 أكتوبر 1967 في الولايات المتحدة - ) هو مدرب كرة قدم ولاعب كرة قدم أمريكي في مركز الدفاع. شارك مع منتخب الولايات المتحدة تحت 17 سنة لكرة القدم ومنتخب الولايات المتحدة لكرة القدم. أما مع النوادي، فقد لعب مع سان خوسيه إيرثكويكس وColorado Foxes ‏ وجمعية الشباب في تينداستول ‏ وLos Angeles Salsa ‏ وميامي فريدوم ‏ ورالي إكسبرس ‏ وOrange County Blue Star ‏.

## وصلات خارجية
- كيفن غرايمز على موقع قاعدة بيانات كرة القدم.إي يو (الإنجليزية)